# Peter Baláž (boxe anglaise)
Pour les articles homonymes, voir Peter Balazs et Baláž.
Peter Baláž, né le 13 juin 1974 à Žilina (Tchécoslovaquie), est un ancien boxeur slovaque

## Biographie
Deux fois champion de Slovaquie amateur en 1996 et 1997 dans la catégorie poids mouches, Peter Baláž a concouru pour son pays aux Jeux olympiques d'été de 1996 à Atlanta et y a été battu par l'indonésien La Paene Masara (en) au premier tour de la compétition des poids mi-mouches (moins de 48 kg). Quelques mois auparavant, il avait atteint les quarts de finale des championnats d'Europe de boxe amateur à Vejle.
Sa carrière sportive terminée, il se lance dans le cinéma et joue son propre rôle dans le film slovaque Koza, réalisé par Ivan Ostrochovský et sorti en 2015.